# Fretka Flynn
Fretka Gertruda Flynn (ang. Candace Gertrude Flynn) – postać fikcyjna, jedna z głównych postaci serialu Fineasz i Ferb i filmu Fineasz i Ferb: Podróż w drugim wymiarze. W wersji oryginalnej głos podkłada jej Ashley Tisdale, w polskiej od początku do końca dubbinguje ją Monika Pikuła.

## Życiorys
Fretka jest siostrą Fineasza, córką Lindy, przybraną córką Lawrence'a i przyrodnią siostrą Ferba. Nie jest wyjaśnione, kto jest jej ojcem. Pochodzi z Danville w USA, w przeciwieństwie do Ferba, który, tak jak jego ojciec, jest Brytyjczykiem.
Fretka pilnie obserwuje to, co robią Fineasz i Ferb, i próbuje donieść swojej mamie, jednak praktycznie nigdy jej się to nie udaje.
Jest irracjonalnie zakochana w Jeremiaszu Johnsonie. Najlepszymi przyjaciółkami Fretki są Stefa Hirano i Jenny Brown.

## Krytyka
Postać Fretki jest krytykowana za wspieranie stereotypów dotyczących kobiet.